# シドニー・フットボール・スタジアム (2022年)
シドニー・フットボール・スタジアム（Sydney Football Stadium）は、オーストラリア・シドニーにある球技専用スタジアム。
ドイツの保険会社であるアリアンツ社によって命名権が購入され、アリアンツ・スタジアム（Allianz Stadium）と命名された。

## 概要
2018年10月、旧シドニー・フットボール・スタジアムを新しく建て替える計画が発表され、Philip Cox社による設計を経て2020年4月から国内のJohn Holland Group社によって建設工事が着工された。旧スタジアムの解体費用から新スタジアムの建設費を含めた総工費は8億2800万豪ドルにのぼり、2022年8月28日に工期が終了し、新スタジアムが開場した。
スタジアム建設中の2019年4月には、2023 FIFA女子ワールドカップを開催する会場の一つに選出された。

## 開催された主な大会
- 2023 FIFA女子ワールドカップ

| 日付          | ホームチーム | 結果 | アウェーチーム   | ラウンド   |
| ------------- | ------------ | ---- | ---------------- | ---------- |
| 2023年7月23日 | フランス     | 0-0  | ジャマイカ       | グループF  |
| 2023年7月25日 | コロンビア   | 2-0  | 韓国             | グループH  |
| 2023年7月28日 | イングランド | 1-0  | デンマーク       | グループD  |
| 2023年7月30日 | ドイツ       | 1-2  | コロンビア       | グループH  |
| 2023年8月2日  | パナマ       | 3-6  | フランス         | グループF  |
| 2023年8月6日  | オランダ     | 2-0  | 南アフリカ共和国 | ラウンド16 |

## ギャラリー

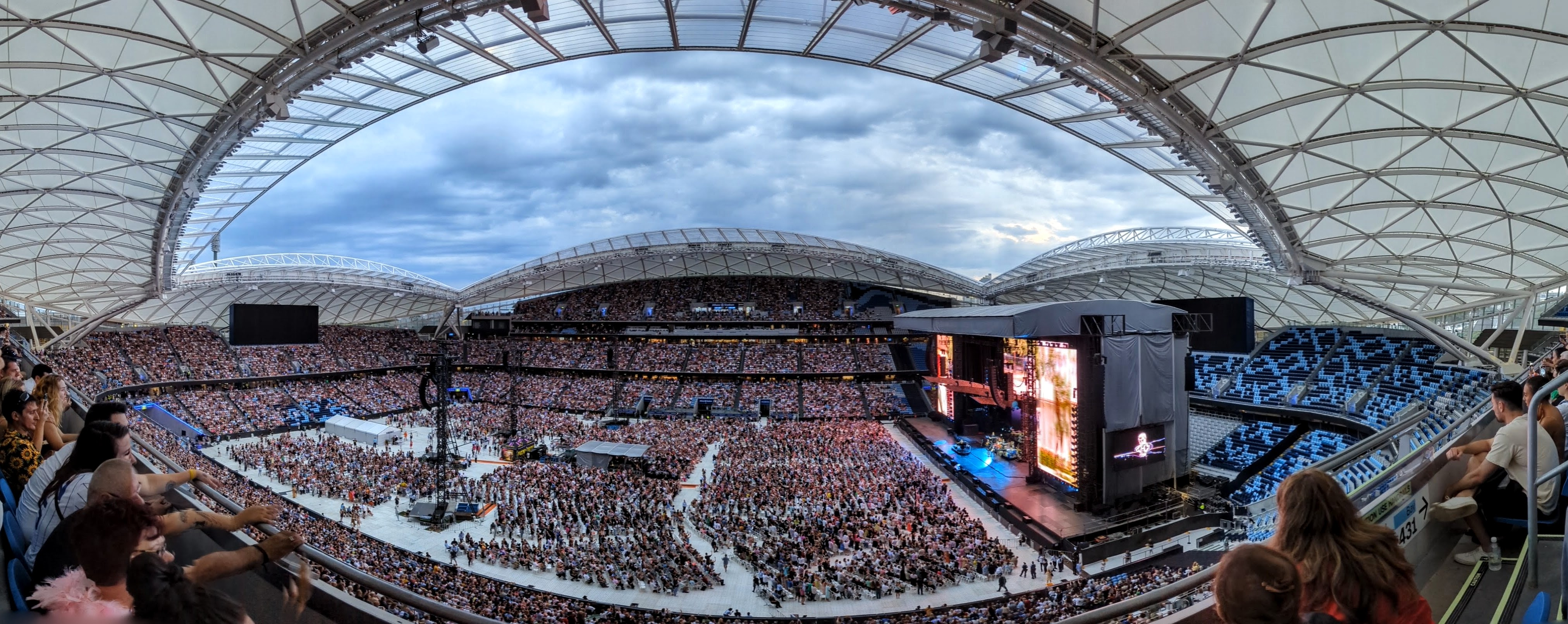
2023年の内観
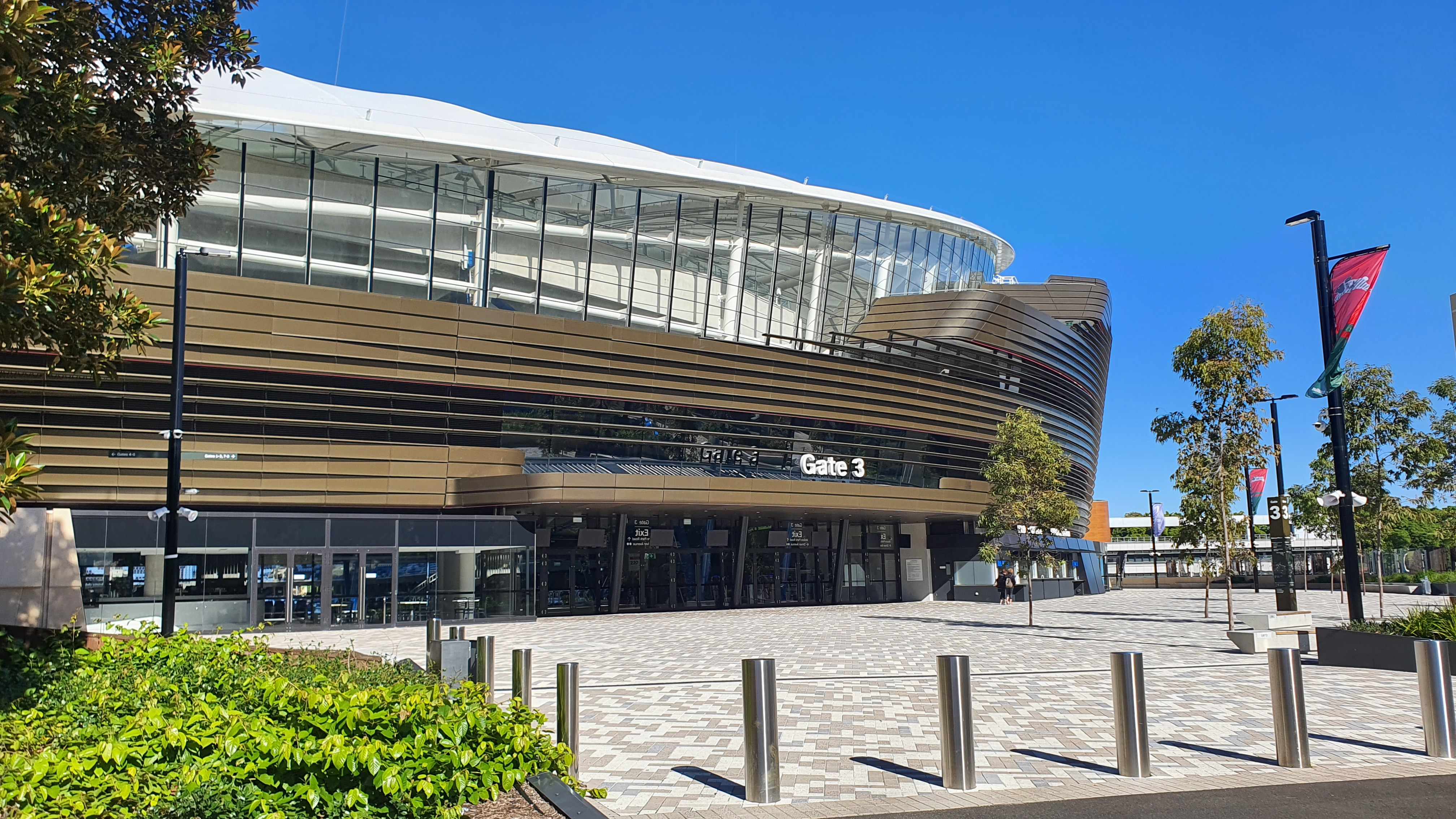
2023年の外観
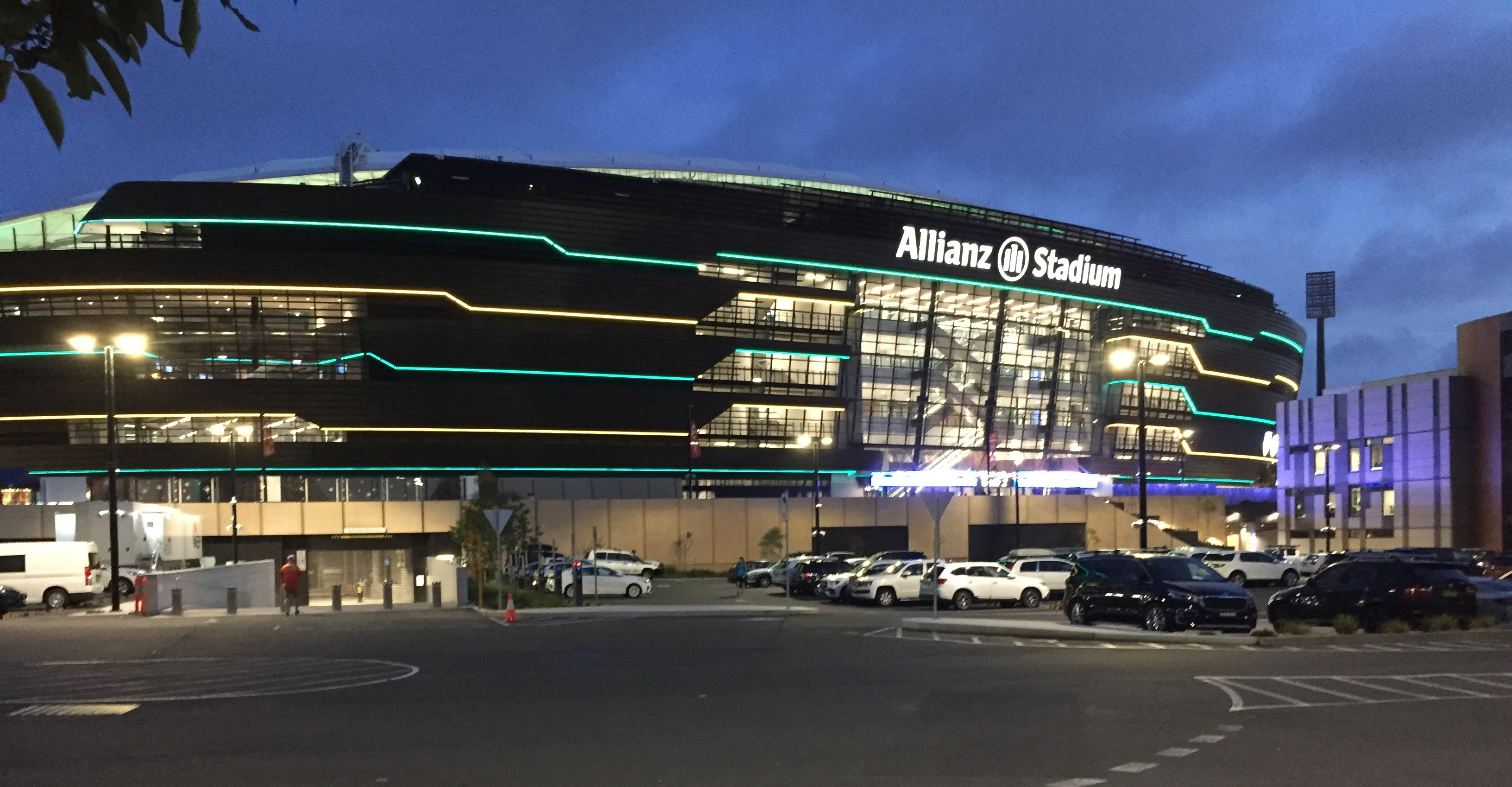
2023年の外観（夜景）